# Piertanie
Piertanie – wieś w Polsce położona w województwie podlaskim, w powiecie suwalskim, w gminie Suwałki.
W latach 1975–1998 miejscowość administracyjnie należała do województwa suwalskiego.
Wierni kościoła rzymskokatolickiego należą do parafii Niepokalanego Poczęcia Najświętszej Maryi Panny w Wigrach.

## Środowisko naturalne
W okolicy wsi znajduje się jezioro Pierty. W pobliżu znajdują się też lasy w większości sosnowo-świerkowe. Bezpośrednio przylega do Wigierskiego Parku Narodowego. Na jeziorach i strumieniach można czasem spotkać żeremie, czyli dom bobra.